# Hilario J. Rodríguez
Hilario J. Rodríguez (Santiago de Compostela, 1963) es un escritor y crítico cinematográfico español.

## Biografía
Tras licenciarse en filología anglogermánica y en filología hispánica, impartió clases de lengua y literatura en España, República de Irlanda, Gran Bretaña y Estados Unidos. Fue director de la sección de cultura del diario Ciudad de Mérida, y estuvo al cargo de Sombras Recobradas, Metodologías de la Mirada y En América en el semanario Les Noticies. Trabajó en la sección de cine de Revista de Occidente, ABC, La Vanguardia, Dirigido por..., Clarín, Imágenes de actualidad y El Estado Mental. Vivió en Virginia Occidental.
Autor de numerosos libros, sus obras también han aparecido en periódicos y revistas, como Clarín, El País, Debats, Rockdelux, Cámara oscura, Les Noticies, Calamar, El Summun o El Extramundi y los papeles de Iria Flavia.
También es aficionado a la fotografía.

## Galardones
- Finalista del Premio de Poesía Jaime Gil de Biedma de la Asociación de Escritores Jóvenes, 1994.
- Primer Premio de Poesía Jaime Gil de Biedma de la Asociación de Escritores Jóvenes, 1995.
- Premio al Mejor Crítico Cinematográfico de la Asociación Re Bros, 1997.
- Finalista del Premio al Mejor Libro del Año de la Asociación de Críticos Cinematográficos por Lars von Trier: El cine sin dogmas, 2004.
- Premio al Mejor Artículo de Viajes de la Asociación Geográfica Española, 2006.
- Premio al Mejor Crítico Cinematográfico durante la Semana de Cine de Terror de Cáceres, 2007.
- Segundo Premio Moleskine de Literatura de Viajes, 2013.

## Obra

### Narrativa
- Aunque vuestro lugar sea el infierno. Ediciones de la Mirada, Valencia, 1998.
- Construyendo Babel. Tropismos, Salamanca, 2004.
- Mapa mudo. Ediciones Traspiés (Colección Vagamundos), Granada, 2009.
- El otro mundo. Ediciones del Viento, La Coruña, 2009.
- Perder ciudades. Dos viajes en el siglo XXI. Newcastle, Murcia, 2015.

### Relatos suyos aparecidos en volúmenes colectivos
- Los vivos y los muertos en Nuevas maneras de contar un cuento, José Ángel Gayol (ed.). Llibros del Pexe, Oviedo, 2005.
- Mi nombre es ninguno en Vivo o muerto: Cuentos del Spaghetti-Western. Tropo Editores, Zaragoza, 2008.
- Los Ángeles en En las ciudades. Notorious Ediciones, Madrid, 2009.
- Si hoy es jueves, ayer fue abril en  Perversiones. Breve catálogo de parafilias ilustradas. Ediciones Traspiés (Colección Vagamundos), Granada, 2010.
- Have You Seen Us? en Música de ventanas rotas', F. Spinoglio y José Ángel Barrueco (ed.). Editorial Dalya, San Fernando, 2016.

### Ensayo y obras sobre cine
- Eyes Wide Shut:  Los sueños diurnos. Ediciones de la Mirada, Valencia, 1999.
- El miedo: Trayecto hacia el cinematógrafo. Asociación Cinéfila Re Bros, Cáceres, 1999.
- Los mejores westerns: Cabalgando en solitario. Ediciones JC Clementine, Madrid, 2001.
- Museo del miedo: Las mejores películas de terror. Ediciones JC Clementine, Madrid, 2003.
- Lars von Trier: El cine sin dogmas. Ediciones JC Clementine, Madrid, 2003.
- Tim Burton. Ediciones JC Clementine, Madrid, 2006.
- El cine bélico: La guerra y sus personajes. Ediciones Paidós Ibérica, S.A., Barcelona, 2006.
- Después de la revolución:  El cine de los hermanos Taviani. Calamar Edición y Diseño, S.L., Madrid, 2007.
- Voces en el tiempo: Conversaciones con el último cine español. Fundación Colegio del Rey, Alcalá de Henares, 2007.
- Emotion Pictures. El Genio Maligno, Granada, 2009.
- Historia(s) del cine norteamericano. Calamar Edición y Diseño, S.L., Madrid, 2009.
- Nostalgia del futuro. Contra la historia del cine. Editorial Micromegas, Murcia, 2016.

### Libros de cine coordinados por él
- Las miradas de la noche: Cine y vampirismo. Editorial Ocho y Medio, Libros de Cine, Madrid, 2005.
- Miradas para un nuevo milenio: Fragmentos para una historia futura del cine español. Fundación Colegio del Rey, Alcalá de Henares, 2006.
- Montxo Armendáriz: Itinerarios. Editorial Ocho y Medio, Libros de Cine, Madrid, 2007.
- Un extraño entre nosotros: Las aventuras y utopías de José Luis Borau. Notorious Ediciones, Madrid, 2008.
- Encuentros con lo real: Cine documental británico (1929-1950). Calamar Edición y Diseño, S. L., Madrid, 2008.
- El universo de Woody Allen. Notorious Ediciones, Madrid, 2008.
- Elegías íntimas. Editorial Ocho y Medio y Ayuntamiento de Madrid, Madrid, 2008.
- Ellos y ellas. Relaciones de amor, lujuria y odio entre directores y estrellas. Calamar Ediciones /Festival de Cine de Huesca, 2010.[3]
- Cine XXI. Directores y direcciones (coordinado también por Carlos Tejeda), Cátedra, Madrid, 2013.
- Jim Jarmusch, Cátedra, Madrid, 2014. (coescrito con Carlos Tejeda)

### Libros colectivos de cine en los que ha colaborado
- El cine de Arturo Ripstein: La solución del bárbaro, Jesús Rodrigo (ed.), Ediciones de la Mirada, Valencia, 1998.
- La vida es corto: Las películas breves de los grandes cineastas. Fundación Colegio del Rey, Alcalá de Henares, 2004.
- Una sandía es una sandía: Las películas de Tsai Ming-Liang, Marcelo Panozzo (ed.), Festival Internacional de Cine de Gijón, Gijón, 2004.
- Cortos pero intensos: Las películas breves de los cineastas españoles. Fundación Colegio del Rey, Alcalá de Henares, 2005.
- Barbet Schroeder: Itinerarios, Quim Casas y Joan Pons (editores). Festival Internacional de Cine de San Sebastián, San Sebastián, 2006.
- Vientos del Este: Los nuevos cines en los países socialistas europeos (1955-1975), Carlos Losilla y José Enrique Monterde (editores). Institut Valencià de Cinematografía Ricardo Muñoz Suay, Valencia, 2006.
- Philippe Garrel: El cine revelado, Quim Casas (ed.). Festival Internacional de Cine de San Sebastián, San Sebastián, 2006.
- El demonio en el cine: Máscara y espectáculo, Antonio José Navarro (ed.). Valdemar, Madrid, 2007.
- Terence Davies: Los sonidos de la memoria, Quim Casas (ed.). Festival Internacional de Cine de San Sebastián, San Sebastián, 2008.
- Clint Eastwood, A.A.V.V., Notorious Ediciones, Madrid, 2009.
- Richard Brooks, Quim Casas (ed.). Festival Internacional de Cine de San Sebastián, San Sebastián, 2009.
- La contraola: Novísimo cine francés, Quim Casas (ed.). Festival Internacional de Cine de San Sebastián, 2009.
- El cielo sobre Wenders, Tasio Camiñas y Carmen Rodríguez Fuentes (ed.). Luces de Gálibo (Gorbs Comunicació SCP), Girona, 2011.
- Werner Herzog. Espejismos de sueños olvidados, Rubén Higueras Flores (ed.), Shangrila, 2015.
- Mariano Barroso, Joaquín Vallet, T & B, Madrid, 2015.
- Cine fantástico y de terror español, Rubén Higueras Flores (ed.), Sitges y T & B, Madrid, 2015.
- Mad Doctors. El sueño de la razón, Rubén Higueras Flores (ed.), T & B, Madrid, 2016.

### Prólogos
- Literatura y cine, de Ana Alonso. Asociación Cinéfila Re Bros, Cáceres, 1997.
- En la oscuridad, de José María Latorre. Asociación Cinéfila Re Bros, Cáceres, 1998.
- Donde sueñan los tigres, de Ana Ayuso. Editorial Traspiés (Colección Vagamundos), Granada, 2008.
- Arte en fotogramas: Cine realizado por artistas, de Carlos Tejeda. Ediciones Cátedra, Madrid, 2008.
- M. Night Shyamalan. En ocasiones veo muertos, de Ramón Monedero. Editorial Encuentro, Madrid, 2012.

### Fotografía
- Las miradas de la noche  cine y vampirismo (portada e interior). Ocho y Medio, Libros de Cine, Madrid, 2005.
- Matar al padre (portada), de Care Santos. Algaida, Sevilla, 2007.
- Elegías íntimas (portada e interior). Editorial Ocho y Medio y Ayuntamiento de Madrid, Madrid, 2008.
- En las ciudades (interior). Notorious Ediciones, Madrid, 2009.
- Mapa mudo (portada e interior). Ediciones Traspiés (Colección Vagamundos), Granada, 2009.
- Música de ventanas rotas (portada, contraportada e interior), F. Spinoglio y José Ángel Barrueco (ed.). Editorial Dalya, San Fernando, 2016.

### Traducciones
- Preguntas y respuestas 2005. Editorial Libsa, S.A., Madrid, 2005.

## Textos suyos
- https://web.archive.org/web/20071028082210/http://www.tropismos.com/html/extracto.asp?e=babel.pdf&i=16 (extracto de la novela Construyendo Babel)
- http://latormentaenunvaso.blogspot.com/2008/04/doble-mirada-exploradores-del-abismo.html
- https://web.archive.org/web/20081019130358/http://www.miradas.net/2008/n70/actualidad/resumen2007/resumen.html
- http://www.trendesombras.com/articulos/otros-textos-del-autor/?i=24 (enlace roto disponible en Internet Archive; véase el historial, la primera versión y la última).
- http://www.abc.es/abcd/noticia.asp?id=11609&num=893&sec=35
- http://www.otrolunes.com/html/unos-escriben/unos-escriben-n06-a21-p01-2009.html (enlace roto disponible en Internet Archive; véase el historial, la primera versión y la última).
- http://www.escritoresdeasturias.es/literarias/firmas-y-opinion/geografias-estado-de-guerra-por-hilario-j-rodriguez-16022009.html?hemeroteca=false&pag=1
- http://es.calameo.com/read/0006491812c06a4fe0a3f (extracto de la fuga literaria Mapa mudo)
- http://www.revistasculturales.com/xrevistas/PDF/97/1396.pdf
- http://www.ortegaygasset.edu/admin/descargas/Rev_%20Occidente%20abril%202015%20N%C2%BA407_%20Hilario%20J_%20Rodr%C3%ADguez.pdf (enlace roto disponible en Internet Archive; véase el historial, la primera versión y la última).
- http://www.elestadomental.com/diario/encuentros-con-lo-real

## Recepción crítica
- Care Santos en el suplemento cultural de El Mundo (10-03-2005):

http://www.elcultural.es/version_papel/LETRAS/11513/Construyendo_Babel
- Miguel Sanfeliu en Cierta distancia (16-05-2006):

http://ciertadistancia.blogspot.com/2006/05/construyendo-babel-por-hilario-j.html
- Antonio Jiménez Morato en "Vivir del cuento" (18-07-2006):

http://vivirdelcuento.blogspot.com/2006/07/una-vida-hecha-desde-las-lecturas.html?showComment=1211185920000
- Julio José Ordovás en el suplemento cultural de ABC (24-05-2008):

http://www.abc.es/abcd/noticia.asp?id=9886&sec=35&num=851
- Judit Bembibre Serrano en El genio maligno (03-09-2008):

http://www.elgeniomaligno.eu/numero3/lecturas_hilario_bembibre.html
- José Ángel Cilleruelo en El visir de Abisinia (08-01-2009):

http://elvisirdeabisinia.blogspot.com/2009/01/construyendo-babel-de-hilario-j.html
- Blanca Vázquez en Revista de Letras (octubre de 2009):

http://www.revistadeletras.net/tag/hilario-j-rodriguez/

## Entrevistas
- "Miradas de cine" (junio de 2006):

https://web.archive.org/web/20080830043231/http://www.miradas.net/2006/n51/estudios/hilariorodriguez.html
- "Kane 3" (2007):

https://web.archive.org/web/20091219001301/http://www.kane3.es/cine/hilario-j-rodriguez-a-los-taviani-les-unio-lo-que-disgrega-a-los-seres-humanos-la-guerra.php
- "Escritores de Asturias" (23 de marzo de 2009), en torno a Mapa mudo:

http://www.escritoresdeasturias.es/literarias/entrevistas/hilario-j-rodriguez-23032009-.html
- La República Cultural (4 de mayo de 2009):

http://www.larepublicacultural.es/article1644.html
- Clarín (septiembre-octubre de 2008):

http://www.revistaclarin.com/290/hilario-j-rodriguez-dj-de-cine-y-literatura/
- Luis Reguero en ¨Revista de Letras" (noviembre de 2015):

http://revistadeletras.net/j-rodriguez-intento-ser-alguien-dentro-de-mi-mismo/

## Vídeos
- "Café con libros":

http://www.youtube.com/watch?v=IBi6CtsVBTE
- "Periodista digital":

https://www.youtube.com/watch?v=oU8pg6AMuHA
- "Proyecto MelillaMelilla: Hilario escribe":

http://www.youtube.com/watch?v=Vz25Z10o0JE
- "Proyecto MelillaMelilla: Mi novia es ciega":

http://www.youtube.com/watch?v=z0YT9qvMWyw
- "Proyecto MelillaMelilla: Seguir a la gente tiene sus riesgos":

http://www.youtube.com/watch?v=FRHWa_4nNRw

## Proyectos Multimedia
http://melillamelilla.blogspot.com/